# Old Powder Mills
Old Powder Mills foi um antigo centro de pesquisa da GSK em Kent.

## História
Em 1949, o lugar tornou-se uma fábrica de fabricação de produtos farmacêuticos, quando a Menley & James comprou o centro, que pertencia a Smith, Kline & French. Em 1952, tornou-se totalmente detido pela Smith, Kline & French (SK & F), sob o nome de Bridge Chemicals. A SK & F foi sediada em Welwyn Garden City, e o lugar funcionou com a Smith Kline & French Research, ou com a SK & F Research. Em 1989, o centro tornou-se parte da SmithKline Beecham.
Por volta de 2000, quando a GSK foi formada, trabalhavam no centro cerca de 300 pessoas.

### Fechamento
A GSK deixou o lugar em 2010, após anunciar seu fechamento em fevereiro de 2010.

## Estrutura
Situava-se a oeste de Kent, na A21, a norte do rio Medway, a sul de Hildenborough. Havia cerca de 155 mil pés quadrados de laboratórios e edifícios de escritórios. A parte norte do local continha prédios de escritórios, e a parte sul do local continha apenas laboratórios.